# Heterocladium angustifolium
Heterocladium angustifolium là một loài Rêu trong họ Thuidiaceae. Loài này được (Dixon) R. Watan. mô tả khoa học đầu tiên năm 1960.